# Rindal
Rindal – norweskie miasto i gmina leżąca w regionie Trøndelag od 1 stycznia 2019, przedtem gmina leżała w regionie Møre og Romsdal.
Rindal jest 175. norweską gminą pod względem powierzchni.

## Demografia
Według danych z roku 2005 gminę zamieszkuje 2101 osób. Gęstość zaludnienia wynosi 3,28 os./km². Pod względem zaludnienia Rindal zajmuje 335. miejsce wśród norweskich gmin.
| ludność stan na 1 stycznia 2005 |         |           |       |
|                                 | kobiety | mężczyźni | razem |
| osób                            | 1067    | 1034      | 2101  |
| %                               | 50,79%  | 49,21%    | 100%  |

| wykształcenie stan na 1 października 2004 |        |         |        |        |
|                                           | podst. | średnie | wyższe | niezn. |
| osób                                      | 462    | 968     | 235    | 4      |
| %                                         | 27,68% | 58%     | 14,08% | 0,24%  |

## Edukacja
Według danych z 1 października 2004:
- liczba szkół podstawowych (norw. grunnskolar): 2
- liczba uczniów szkół podst.: 281

## Władze gminy
Według danych na rok 2011 administratorem gminy (norw. rådmann) jest Bjarne Nordlund, natomiast burmistrzem (norw. ordfører, d. norw. borgermester) jest John Ole Aspli.